# Кузнечихинский район
Кузнечихинский район (тат. Кузнечиха районы) — упразднённая административно-территориальная единица Татарской АССР, существовавшая с 1935 по 1960 год. Административный центр — село Кузнечиха.

## География
Территория района составляла 630 км². Бо́льшая часть территории ныне находится в составе Алькеевского района, остальная часть — в составе Спасского и Нурлатского районов.

## История
Кузнечихинский район был образован 10 февраля 1935 года путём выделения из состава Алькеевского района.
В феврале 1944 года восточная часть Кузнечихинского района была передана в новообразованный Юхмачинский район (упразднён в декабре 1956 года, территория поделена между Кузнечихинским и Алькеевским районами).
Кузнечихинский район упразднён 28 октября 1960 года, его территория поделена между Алькеевским и Куйбышевским (ныне Спасский) районами.

## Административное деление
На 1 января 1948 года район включал в свой состав 14 сельсоветов: Болховский, Верхне-Колчуринский, Иж-Борискинский, Катюшинский, Кошкинский, Кузнечихинский, Ново-Баранский, Покровский, Средне-Юрткульский, Старо-Баранский, Старо-Тахталинский, Татарско-Бурнаевский, Татарско-Тюгульбаевский, Чувашско-Бурнаевский.